# Michael Krohn-Dehli
Michael Krohn-Dehli, né le 6 juin 1983 à Copenhague, est un footballeur international danois évoluant au poste de milieu de terrain.

## Biographie

### Carrière en club
Le 28 avril 2016, lors d'un match de Ligue Europa opposant Séville au Chakhtar Donetsk, il est victime d'une terrible blessure, "une fracture-arrachement du pôle inférieur de la rotule gauche", selon Séville, cette blessure l'écarte des terrains pendant sept à huit mois.

### En équipe nationale
Michael Krohn-Dehli débute en sélection en entrant en jeu face au Liechtenstein le 11 octobre 2006, match qualificatif pour l'Euro 2008 que les Danois gagnent (4-0).
Il fait partie d'une présélection de 30 joueurs pour la Coupe du monde 2010, mais est finalement écarté de la liste des 23 retenus.
Il marque son premier but international le 29 mars 2011 en match amical à Trnava contre la Slovaquie, inscrivant le second but victorieux (2-1).
Il marque son premier but en phase finale d'un championnat d'Europe lors de l'Euro 2012 contre les Pays-Bas le 9 juin 2012 (victoire 1-0), puis il récidive en égalisant face à l'Allemagne lors du dernier match de poule (défaite 1-2).

## Palmarès
- Séville FC
  - Vainqueur de la Ligue Europa en 2016.